# Atsushi Kimura
Atsushi Kimura (født 1. maj 1984) er en tidligere japansk fodboldspiller.
Han har spillet for flere forskellige klubber i sin karriere, herunder Gamba Osaka.